# HD 210715
HD 210715，又名BD+50 3602，SAO 34143、HR 8463，是一颗恒星，视星等为5.4，位于銀經98.86，銀緯-4.4，其B1900.0坐标为赤經22h 7m 16.6s，赤緯+50° -4.4′ 45″。